# Chinois

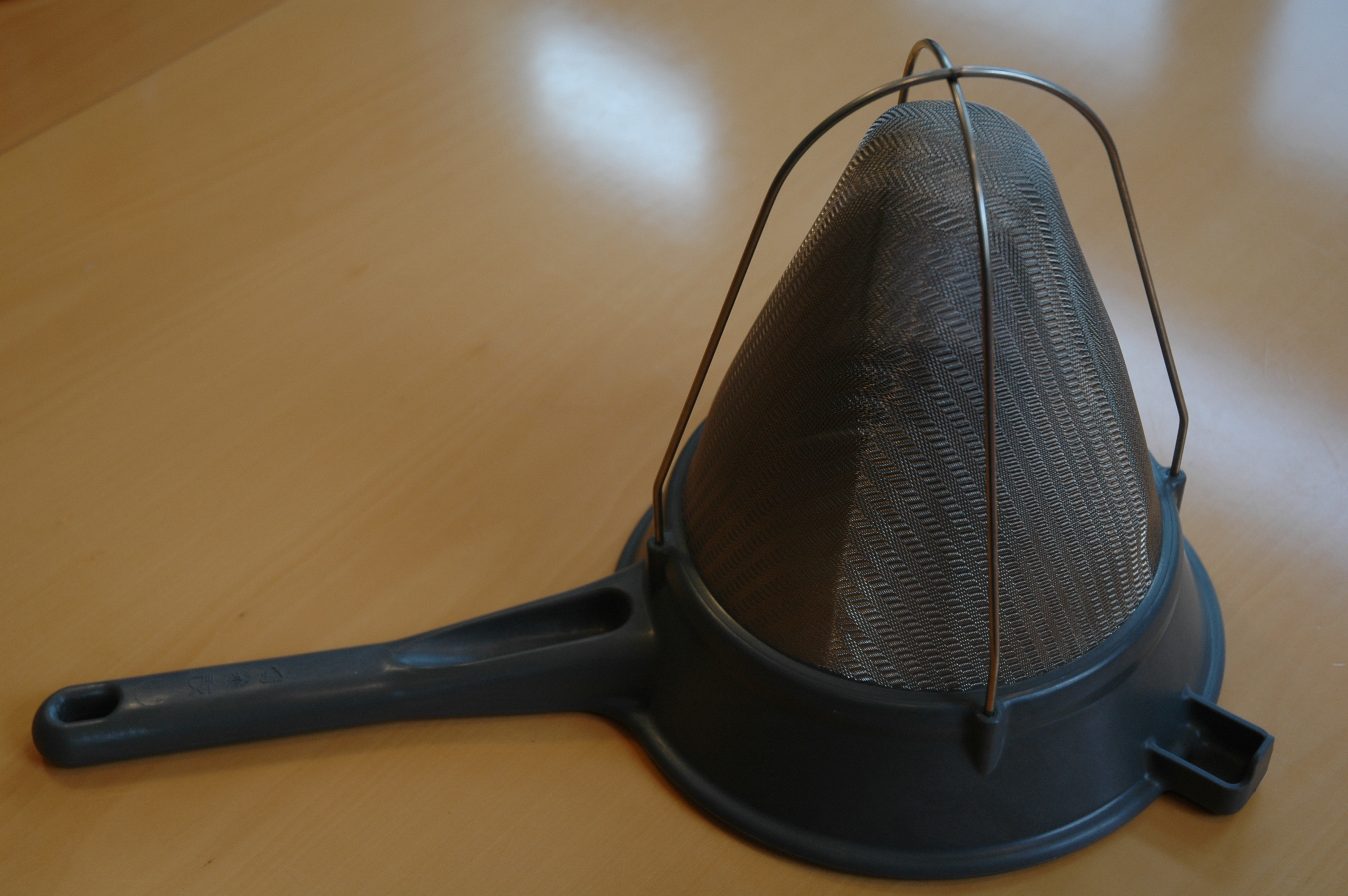
Chinois

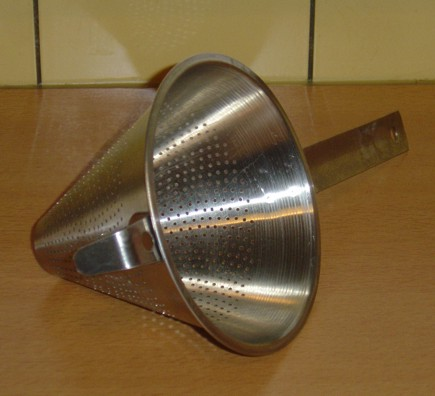
Pipsil

En chinois är ett köksredskap som ofta används i professionella kök för att sila såser och andra vätskor.
Redskapet består av en konformad sil av ett mycket finmaskigt nät och silen är försedd med handtag att hålla i. Ibland är silen försedd med stålbågar på utsidan för att skydda det ömtåliga nätet mot att deformeras eller skadas.  Redskapet har fått sitt namn från det franska för ordet kines, eftersom den liknar den asiatiska huvudbonaden rishatt.
En variant på chinois är pipsil som är utformad på liknande sätt fast tillverkad helt i stålplåt med små hål för silgenomsläpp.